# 決定版 FMヒットパレード
決定版 FMヒットパレードは、FM長崎で放送されている長寿ラジオ番組。

## 番組概要
独自のチャートによるその週のヒット曲ランキングを発表する。放送時間は当初から1995年3月までは土曜日16:00 - 18:00、翌の4月から2019年3月までは土曜日17:00 - 18:00、日曜日18:00 - 19:00だった。1位から発表するカウントアップ形式であり、又、曲が流れている間パーソナリティを務めるDJマークは一言も喋らずほぼノーカットで曲が聴けるという、日本の音楽ラジオ番組の中でも非常に簡潔な形態を取り、当初は1位 - 20位、のちに2部構成で土曜日は1位 - 9位、日曜日は10位 - 18位が発表されていた。
途中より土曜日はエフエム長崎独自のヒットチャート1 - 10位、日曜日は様々なテーマに基づいたチャートや特集を放送するという形態に変更となった。2019年4月より、土曜日18:00 - 19:00のみの放送となり、日曜日の放送枠は新番組「RADIO JAMBOREE」となった。

## パーソナリティ
- DJマーク

## 過去のパーソナリティ
- 蒲原久美子

## 番組時差ネット
全国では土曜日17時から放送されている「ピートのふしぎなガレージ」は2019年3月まで土曜日18時からの放送となっていた。